# Canthocamptus menzeli
Canthocamptus menzeli är en kräftdjursart som beskrevs av Delachaux 1923. Canthocamptus menzeli ingår i släktet Canthocamptus och familjen Canthocamptidae. Inga underarter finns listade i Catalogue of Life.